# Glyphochloa acuminata
Glyphochloa acuminata är en gräsart som först beskrevs av Eduard Hackel, och fick sitt nu gällande namn av Clayton. Glyphochloa acuminata ingår i släktet Glyphochloa och familjen gräs.

## Underarter
Arten delas in i följande underarter:
- G. a. stocksii
- G. a. woodrowii